# Dave Mackay
Dave Mackay, all'anagrafe David Craig Mackay (Edimburgo, 14 novembre 1934 – Nottingham, 2 marzo 2015), è stato un calciatore e allenatore di calcio scozzese, di ruolo difensore.

## Carriera

### Calciatore
Dave Mackay esordì nel calcio giocato all'età di 17 anni, nell'Heart of Midlothian, di cui divenne capitano durante la stagione 1957-58. Al termine di quella stessa stagione Mackay vinse con gli Hearts il campionato, primo titolo del suo palmarès da calciatore. Nel marzo del 1959 Mackay fu venduto per 30.000 sterline al Tottenham.
Con gli Spurs Mackay, divenuto presto punto chiave degli schemi dell'allenatore Bill Nicholson, conquistò il double (primo caso nel dopoguerra) nella stagione 1960-61 e contribuì nelle stagioni successive ad altre affermazioni da parte del Tottenham in campo nazionale ed europeo (vincendo la FA Cup nella stagione 1961-62 e 1966-67 e della Coppa delle Coppe nella stagione 1962-63).
Nel 1968 Mackay fu ceduto al Derby County dove militò per quattro anni conquistando al primo anno una promozione in massima serie e il titolo di giocatore dell'anno della FWA assieme a Tony Book del Manchester City. All'inizio della stagione 1971-72 fu ceduto allo Swindon Town dove concluse la carriera nelle vesti di allenatore-giocatore.

### Allenatore
Al termine della stagione 1971-72 Mackay passò al Nottingham Forest appena retrocesso dalla First Division quindi, nell'ottobre del 1973, fu assunto al Derby County in sostituzione del dimissionario Brian Clough. Mackay, dopo aver guidato la squadra al terzo posto, vinse alla sua seconda stagione campionato e la Charity Shield, mentre nel campionato 1975-76 raggiunse la quarta posizione in campionato e portò la squadra fino agli ottavi di finale, dove fu eliminato dal Real Madrid che nella gara di ritorno rimontò ai tempi supplementari il pesante passivo accumulato all'andata. Mackay rimase alla guida del Derby County fino al novembre del 1976, quando fu esonerato a causa di un brutto inizio di stagione.
Dopo aver allenato il Walsall alla fine della stagione 1977-78, Mackay fu ingaggiato dall'Al-Arabi, squadra kuwaitiana, sulla cui panchina rimase dieci anni vincendo sei campionati e due coppe nazionali. Tornato in Inghilterra, dopo una parentesi al Doncaster, Mackay allenò tra il 1989 e il 1991 il Birmingham City allora appena retrocesso in Third Division, riportandolo in Second Division. Rassegnate le dimissioni da allenatore del Birmingham, Mackay concluse la sua carriera allenando l'Al-Zamalek, squadra di Giza, vincendo due campionati.
Grazie ai suoi meriti sia da calciatore che da allenatore, Mackay è stato introdotto nella English Football Hall of Fame nel 2002 e nella Heart of Midlothian Hall of Fame nel 2006.

## Palmarès

### Calciatore

#### Club

##### Competizioni nazionali
- Campionato scozzese: 1

Heart: 1957-1958
- Coppa di Scozia: 1

Heart: 1955-1956
- Coppa di Lega scozzese: 2

Heart: 1954-1955, 1958-1959
- Campionato inglese: 1

Tottenham: 1960-1961
- Coppa d'Inghilterra: 3

Tottenham: 1960-1961, 1961-1962, 1966-1967
- Charity Shield: 3

Tottenham: 1961, 1962, 1967
- Campionato inglese di seconda divisione: 1

Derby County: 1968-1969

##### Competizioni internazionali
- Coppa delle Coppe: 1

Tottenham: 1962-1963

#### Individuale
- Giocatore dell'anno della FWA: 1

1969

### Allenatore
- Campionato inglese: 1

Derby County: 1974-1975
- Charity Shield: 1

Derby County: 1975
- Campionato egiziano: 2

Al-Zamalek: 1991-1992, 1992-1993
- Campionato kuwaitiano: 6

Al Arabi: 1979-1980, 1981-1982, 1982-1983, 1983-1984, 1984-1985, 1987-1988
- Kuwait Emir Cup: 2

Al Arabi: 1980-1981, 1982-1983